# Edward Kowerski
Edward Kowerski herbu Białynia (ur. 17 marca 1837, zm. 30 stycznia 1916) – polski wojskowy kartograf w służbie rosyjskiej.

## Życiorys
Urodził się w 1837 roku w powiecie ihumeńskim, na terenie dzisiejszej Białorusi. Był synem Aureliana (ur.
1815), sprawnika tegoż powiatu, i Sydalii Sieheniówny. 11 czerwca 1855 wstąpił do służby w armii rosyjskiej. Stopniowo awansował osiągając ostatecznie stopień generała broni.
Był absolwentem Michajłowskiej Akademii Artylerii .
Był autorem szeregu prac kartograficznych, takich jak zdjęcie krajów nadbałtyckich, czy mapa Rosji azjatyckiej w skali 1 : 840 000 (Karta Azjatskoj Rossii, Petersburg 1894). Opublikował wiele prac z dziedziny geodezji i kartografii.

## Odznaczenia
- Kawaler 3-go stopnia Order rosyjski św. Anny (1867),
- Kawaler 2 klasy Order rosyjski św. Stanisława (1869),
- Kawaler 4-go stopnia Order rosyjski św. Włodzimierza (1871),
- Kawaler 2-go stopnia Order rosyjski św. Anny (1874),
- Kawaler 3-go stopnia Order rosyjski św. Włodzimierza (1878),
- Kawaler 1 klasy Order rosyjski św. Stanisława (1886),
- Kawaler 1-go stopnia Order rosyjski św. Anny (1889),
- Kawaler 2-go stopnia Order rosyjski św. Włodzimierza (1894),
- Kawaler Order rosyjski Orła Białego (6 XII 1899),
- Kawaler Order rosyjski św. Aleksandra Newskiego (11 VI 1905)